# Championnat d'Afrique masculin de basket-ball 1987
Navigation
Côte d'Ivoire 1985 Angola 1989
Le championnat d'Afrique masculin de basket-ball 1987 est la quatorzième édition du championnat d'Afrique des nations. Elle se déroule du 17 au 27 décembre 1987 à Tunis en Tunisie. La République centrafricaine remporte son deuxième titre et se qualifie en compagnie de l'Égypte pour les Jeux olympiques de Séoul.

## Résultats
- Demi-finales[1] :
  -  Centrafrique -  Mali (74-73, 39-34 à la mi-temps)
  -  Égypte -  Angola (83-77, 36-31 à la mi-temps)
- Matchs de classement[1] :
  - 5e place :  Tunisie -  Sénégal (78-76, 37-36 à la mi-temps)
  - 7e place :  Côte d'Ivoire -  Nigeria (89-77, 39-26 à la mi-temps)
  -  Sénégal -  Algérie (67-65)

## Classement final
| Position | Équipe        | Bilan |
| -------- | ------------- | ----- |
| 1        | Centrafrique  | 6v-0d |
| 2        | Égypte        | 4v-2d |
| 3        | Angola        | 4v-1d |
| 4        | Mali          | 1v-4d |
| 5        | Tunisie       | 2v-2d |
| 6        | Sénégal       | 2v-3d |
| 7        | Côte d'Ivoire | 2v-3d |
| 8        | Nigeria       | 1v-3d |
| 9        | Algérie       | 0v-4d |